# Podorašje
Podorašje je naseljeno mjesto u sastavu općine Srebrenik, Federacija Bosne i Hercegovine, BiH.

## Stanovništvo
U Podorašju je zaselak Drapnići.  U izvješćima biskupa fra Pavla Dragičevića iz 1742. godine gdje stoji da župi Soli pripadaju Drapnići u kojima je bilo 3 katoličke kuće i 36 katolika. Izvješće biskupa fra Augustina Miletića iz 1813. godine spominje da su u župi Soli "naselja Drapnići i Tinja" imala 11 katoličkih kuća i 65 katolik. Poslije su pripali župi Breške. Prema Šematizmu provincije Bosne Srebrene za 1856. godinu, a prema podacima iz 1855., u župi Breške naselje Drapnići imalo je 14 katoličkih obitelji s 87 katolika, a prema Imeniku klera i župa za 1910. godinu, u Drapnićima živjelo je 160 katolika i 561 musliman.
| Podorašje          |              |              |              |
| godina popisa      | 1991.        | 1981.        | 1971.        |
| Muslimani          | 705 (59,19%) | 577 (66,32%) | 512 (67,27%) |
| Hrvati             | 194 (16,28%) | 238 (27,35%) | 206 (27,06%) |
| Srbi               | 11 (0,92%)   | 11 (1,26%)   | 7 (0,91%)    |
| Jugoslaveni        | 100 (8,39%)  | 31 (3,56%)   | 0            |
| ostali i nepoznato | 181 (15,19%) | 13 (1,49%)   | 36 (4,73%)   |
| ukupno             | 1.191        | 870          | 761          |